# Munroe Bourne
Munroe Bourne   (Victoria, 26 de maig de 1910 - Rothesay, 11 de juliol de 1992) va ser un nedador canadenc que va competir durant les dècades de 1920 i 1930.
El 1928 va disputar els primers dels seus tres Jocs Olímpics. A Amsterdam disputà tres proves del programa de natació. Va guanyar la medalla de bronze en els 4x200 metres lliures, formant equip amb Garnet Ault, Walter Spence i James Thompson, mentre en les altres dues curses quedà eliminat en sèries. Quatre anys més tard, als Jocs de Los Angeles, disputà tres proves del programa de natació, en què destaca la quarta posició en els 4x200 metres lliures. La tercera i darrera participació en uns Jocs fou el 1936 a Berlín. Tornà a disputar tres proves del programa de natació, sent la setena posició en els 4x200 metres lliures el resultat més destacat.
El 1927 va ingressar a la Universitat McGill de Mont-real. Es va graduar el 1931 en filologia anglesa i ciències polítiques. El 1932 va guanyar la Beca Rhodes per estudiar a la Universitat d'Oxford. Va tornar a la McGill el 1935 per estudiar medicina, títol que va aconseguir el 1937. Durant la Segona Guerra Mundial va servir a l'exèrcit canadenc. Després va treballar com a metge i el 1996 va ser incorporat al McGill Athletics Hall of Fame.